# Matthias Stom

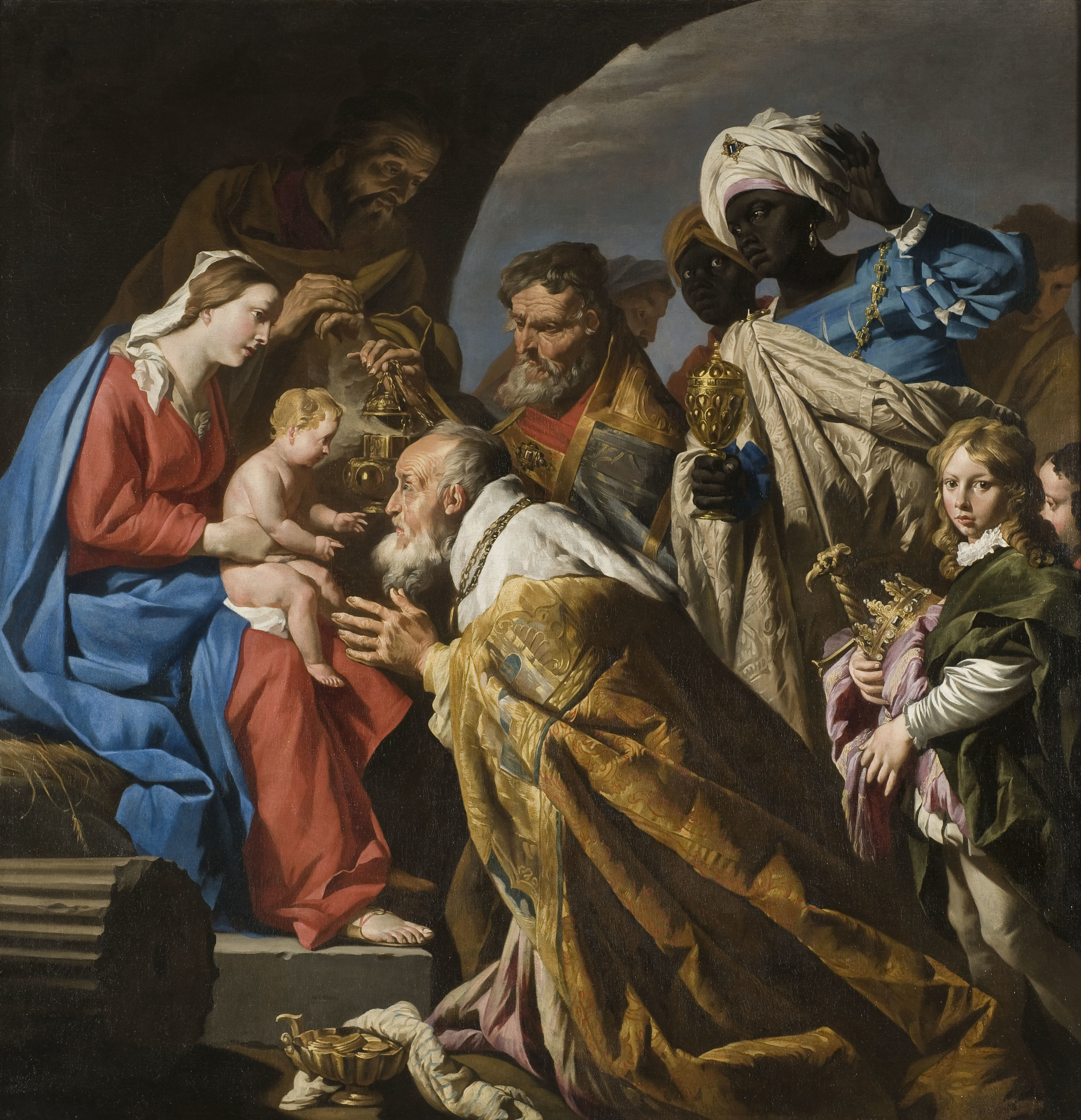
Aanbidding door de Koningen

Matthias Stom of Stomer (ca. 1600 – na 1652) was een Nederlandse, of mogelijk Vlaamse, schilder en tekenaar, van wie men enkel de werken kent die hij maakte tijdens zijn verblijf in Italië. Hij werd beïnvloed door het werk van niet-Italiaanse volgelingen van Caravaggio in Italië, in het bijzonder zijn Nederlandse volgelingen die men ook wel de Utrechtse Caravaggisten noemt, evenals door Jusepe de Ribera en Rubens. Hij deelde niet de voorkeur van de andere noordelijke caravaggisten voor humoristische, en soms scabreuze, genretaferelen en uitgebreide decoratieve allegorieën, maar gaf de voorkeur aan verhalen uit de bijbel. Hij werkte op verschillende plaatsen in Italië, waar hij het beschermheerschap genoot van zowel religieuze instellingen als prominente leden van de adel.
Terwijl de kunstenaar in het verleden meestal Stomer werd genoemd, wordt nu aangenomen dat zijn eigenlijke naam Stom was, omdat dit de naam is die hij als handtekening gebruikte. Eerder werd gesuggereerd dat zijn naam 'Stom' als bijnaam aan de kunstenaar werd gegeven in de veronderstelling dat hij aan deze handicap leed. Er is echter geen bewijs voor deze stelling.

## Leven
Er is weinig informatie over zijn leven en, in het bijzonder, er is geen informatie over zijn afkomst en training. Zijn geboorteplaats is niet gedocumenteerd. De Nederlandse kunsthistoricus Godefridus Johannes Hoogewerff schreef in 1942 dat de kunstenaar was geboren in Amersfoort. Hoogewerffs bron voor zijn verklaring is onbekend en onvindbaar. Het gemeentearchief van Amersfoort vermeldt geen Stom.  De familienaam Stom waaronder hij tijdens zijn leven bekend stond, is een Vlaamse naam die in de Zuidelijke Nederlanden veel voorkomt. De meeste mensen die deze naam in de toenmalige Republiek der Zeven Verenigde Nederlanden droegen, waren immigranten uit de Zuidelijke Nederlanden. Het is dus heel goed mogelijk dat Stom zelf Vlaming was en het grootste deel van zijn vroege leven en zelfs carrière in de Zuidelijke Nederlanden doorbracht, of dat hij een émigré (of de zoon van een émigré) naar de Republiek was.

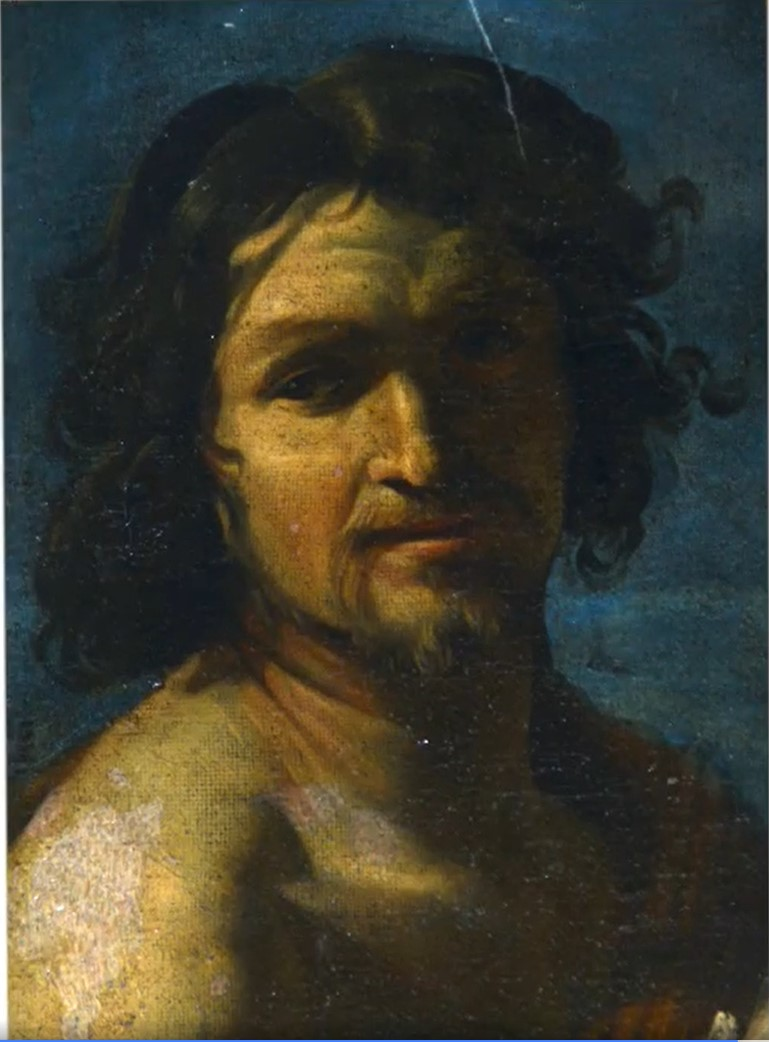
Sint Sebastiaan, mogelijk een zelfportret van Stom (uit de Maria Hemelvaart met drie heiligen)

Van oudsher werd aangenomen dat hij een leerling was van Gerard van Honthorst, vooral vanwege de verwantschap van hun stijl. Van Honthorst zelf keerde echter pas in 1620 vanuit Italië terug naar zijn geboortestad Utrecht. Het is onwaarschijnlijk dat Stom al op 20-jarige leeftijd bij van Honthorst in de leer zou zijn gegaan. Dit laat nog de mogelijkheid open dat Stom een aanvullende opleiding kreeg in de werkplaats van van Honthorst, nadat hij eerst elders was opgeleid. Een andere mogelijkheid is dat hij zijn opleiding kreeg bij Hendrick ter Brugghen, een andere vooraanstaande Utrechtse caravaggist, die in 1614 uit Italië was teruggekeerd, of bij andere schilders zoals Joachim Wtewael, Paulus Moreelse of Abraham Bloemaert. Er zijn geen documenten die de leertijd van Stom bewijzen. Als Stom inderdaad een Vlaming was, zou de stijl van zijn werk, die verwantschap vertoont met de vroeg 17de-eeuwse Vlaamse schilderkunst, kunnen wijzen op een opleiding in de Zuidelijke Nederlanden, mogelijk bij de Antwerpse caravaggist Abraham Janssens. Er zijn geen documenten die een dergelijke opleiding ondersteunen.

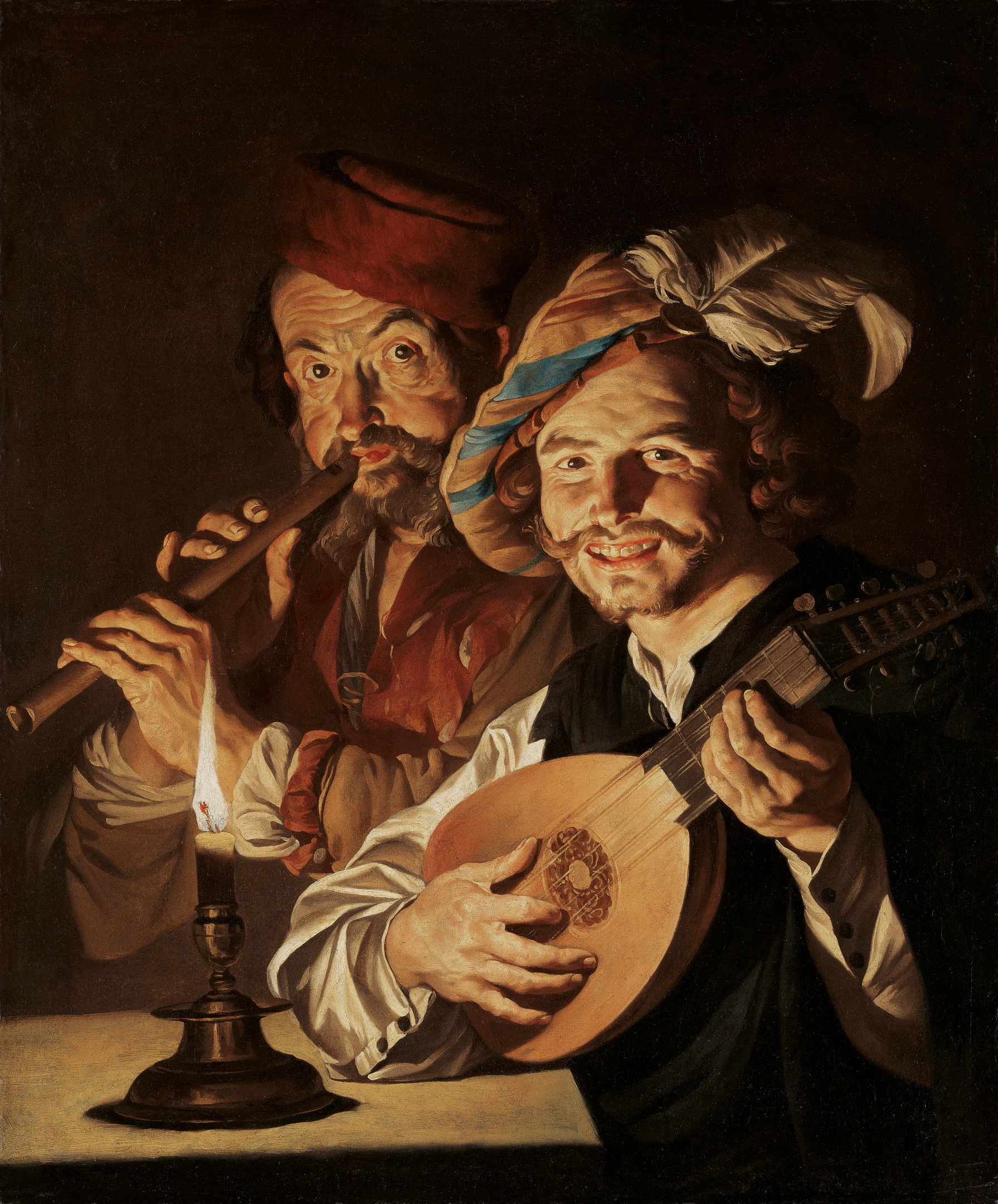
Twee musicanten

Het vroegste documentaire bewijs van Stom dateert van 1630, toen een "Mattheo Stom, fiamengo pittore, di anni 30." (Matthias Stom, Vlaams schilder van 30 jaar) werd opgetekend, wonend bij de Franse schilder Nicolas Provost in de Strada dell'Olmo, Rome. Zijn toenmalige woning was het voormalige appartement van de Nederlandse schilder Paulus Bor uit Amersfoort, die vier jaar eerder Italië had verlaten. Stom woonde tot 1632 op deze locatie. Op grond van deze gegevens kan de geboorte van Stom rond 1600 worden geplaatst. Het grote altaarstuk van de Maria Hemelvaart met drie heiligen (nu in de kerk van Santa Maria di Lorino in Chiuduno, bij Bergamo in Lombardije) dateert uit de Romeinse tijd. Het schilderij werd gekocht van de schilder Andrea Sacchi in Rome en werd in 1653 door de parochiekerk aangekocht. Volgens sommige kunsthistorici is de figuur van Sint Sebastiaan een zelfportret van de kunstenaar.
Van Rome verhuisde hij naar Napels. Het lijkt erop dat zijn karakteristieke scènes bij kaarslicht met halve figuren, met hun karakteristieke combinatie van elementen uit de werken van Gerrit van Honthorst en Rubens, bijzonder populair waren bij de Napolitaanse clientèle. De gedocumenteerde schilderijen van Stom uit deze tijd tonen geen spoor van interesse in het werk van eigentijdse Napolitaanse kunstenaars. Waarschijnlijk verliet Stom Napels nadat de nieuwigheid van zijn werk was uitgewerkt en hij niet in staat of bereid was zich aan te passen aan nieuwe kunststromingen. In 1640 vestigde hij zich op Sicilië. Hij wordt vermeld in Palermo op Sicilië in 1641, toen hij schilderijen leverde voor de kerken van Caccamo en Monreale. Tijdens zijn verblijf op Sicilië schilderde hij onder meer drie schilderijen voor Antonio Ruffo, de hertog van Messina, die een belangrijk verzamelaar was van Italiaanse, Vlaamse en Nederlandse kunst.
Verschillende van zijn schilderijen bevinden zich in Maltese collecties, wat erop wijst dat Stom mecenassen in Malta had. Het is niet bekend of hij deze werken in Malta heeft geschilderd. Hij was aanwezig bij de doop van zijn onwettige kinderen in Venetië in 1643 en 1645. Hij verliet Venetië, en de kinderen die daar gedoopt werden, na een paar jaar. De laatste schriftelijke vermelding van Stom op Sicilië, dateert van 1649. Daarna is er geen elk spoor van zijn verblijfplaats.

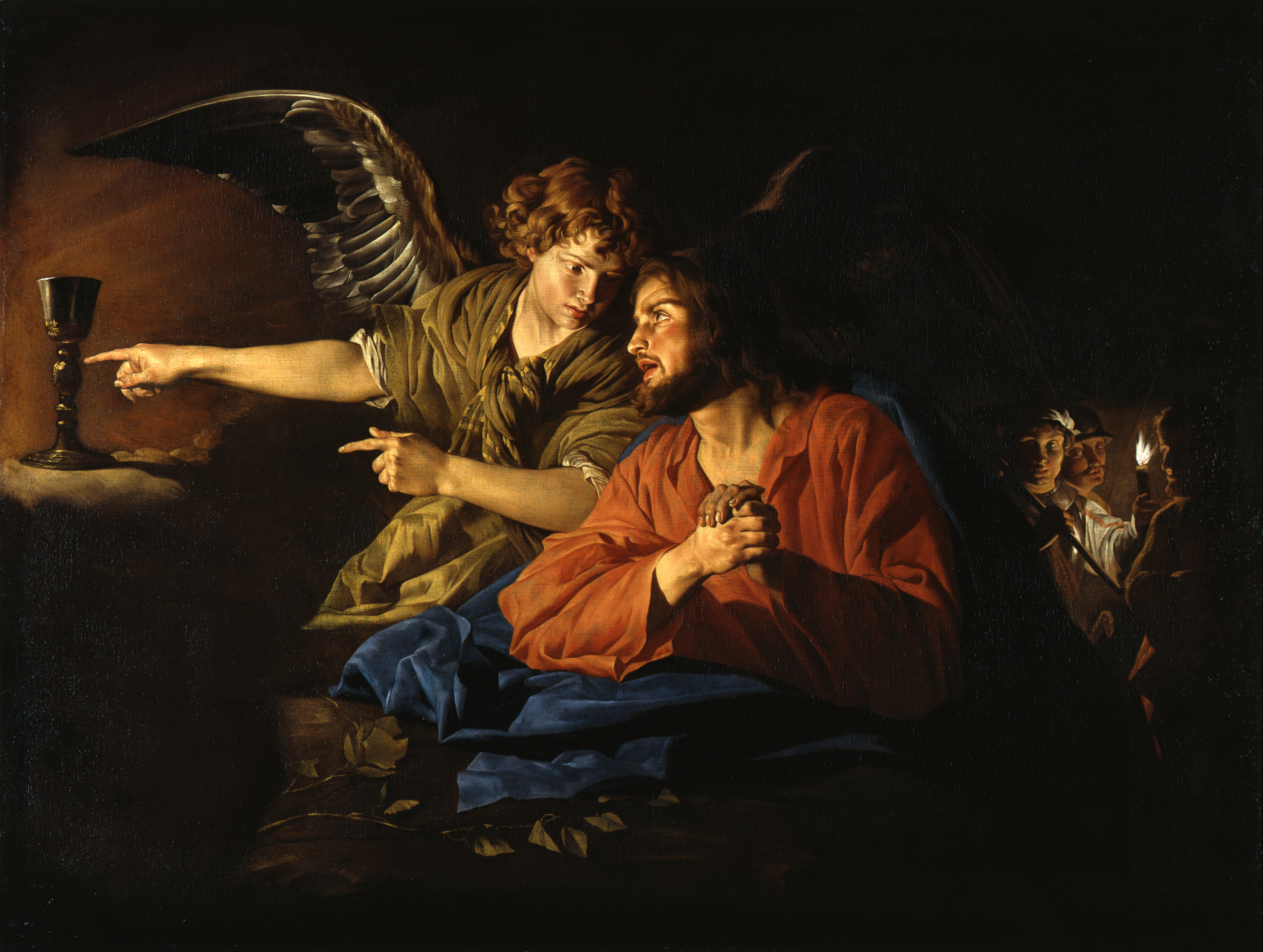
Christus op de Olijfberg

## Werk
Stom bracht het grootste deel van zijn artistieke leven door in Italië, waar hij ongeveer 200 overgebleven werken produceerde. Zijn onderwerpen zijn voornamelijk verhalen uit het Nieuwe en Oude Testament, schilderijen van heiligen, en in mindere mate scènes uit de klassieke geschiedenis, mythologie en genretaferelen.

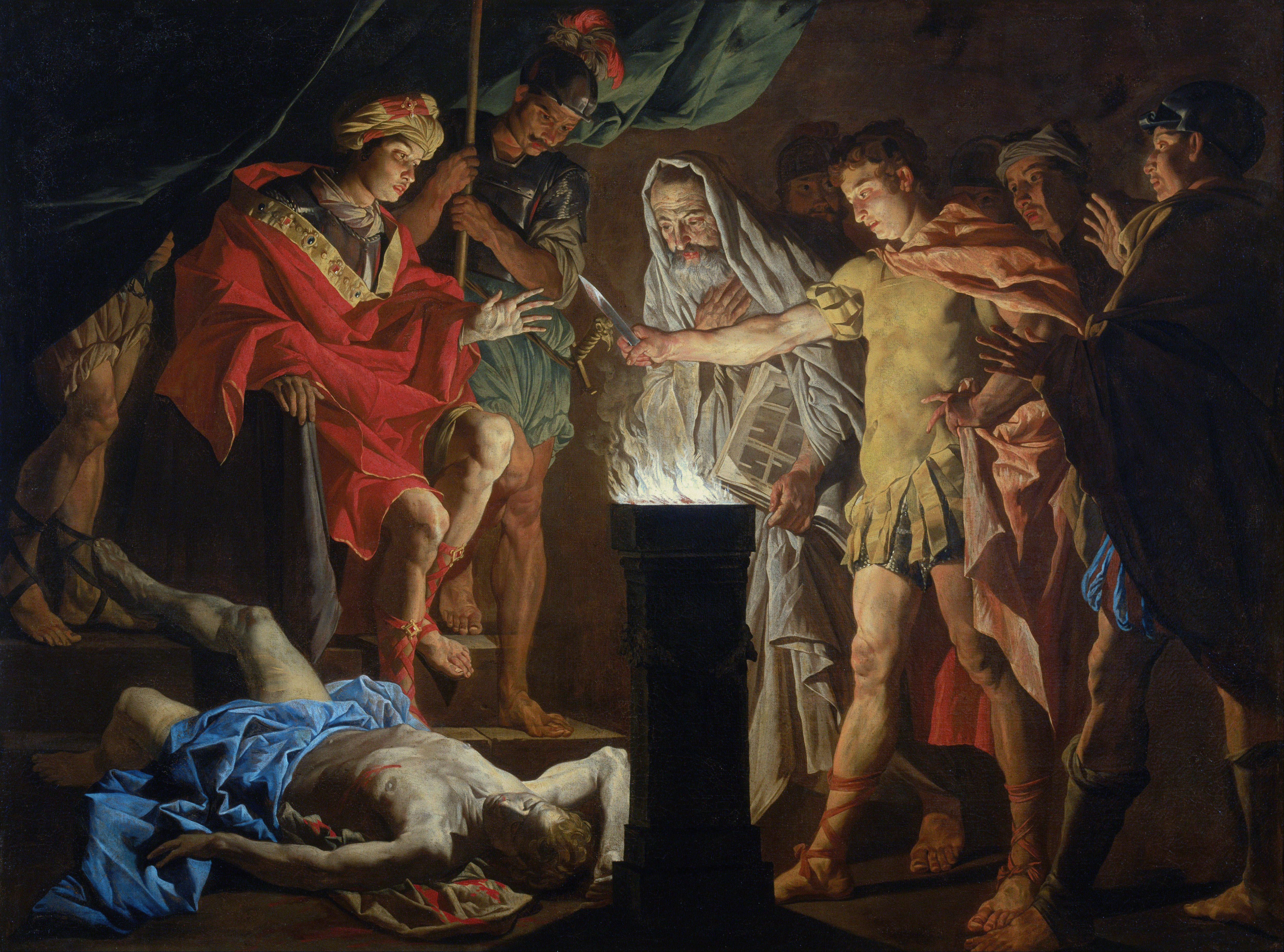
Mucius Scaevola in het bijzijn van Lars Porsenna

De stijl van Stom is erg herkenbaar en daardoor zijn toeschrijvingen aan hem vrij gemakkelijk. Zijn stijl veranderde niet veel gedurende zijn carrière en het is mogelijk dat zijn succes in de verschillende plaatsen waar hij werkte kan worden verklaard door het feit dat hij zijn eigen stijl meebracht die een nieuwigheid was in de plaats waar hij koos om te werken. Er zijn verschillende duidelijke invloeden op zijn werk. De invloed van de Utrechtse Caravaggisten is overduidelijk, en in het bijzonder die van Gerard van Honthorst. Van Honthorst stond in Italië bekend als 'Gherardo della Notte' of 'Gherardo delle Notti' (Gerard van de nacht(en)) vanwege zijn taferelen bij kaarslicht. De werken van Stom maken vaak gebruik van een afgedekte kaars of een andere lichtbron om dramatische clair-obscur effecten te creëren. Er zijn ook invloeden van de Antwerpse barokschool, met name van de vroege navolgers van Caravaggio zoals Rubens en Abraham Janssens. Al deze kunstenaars werden tijdens hun verblijf in Italië beïnvloed door Caravaggio en zijn volgelingen en toonden een voorkeur voor clair-obscur effecten in hun werk.
Stom vertrouwde in zijn werken op een dramatisch clair-obscur, vaak gecreëerd door een enkele lichtbron zoals een kaars. De kleuren rood en geel overheersen. De dramatiek van zijn taferelen wordt benadrukt door de levendige gebaren en uitdrukkingen van de figuren. Typisch is het gebruik van levensgrote, halflange figuren die van dichtbij worden afgebeeld om de kijker in de actie te trekken. In tegenstelling tot Caravaggio, die zijn figuren in sfeervol licht en schaduw plaatst, verlicht Stom zijn scènes meestal met de felle gloed van een kaars of een andere lichtbron die meestal bedekt is. De hoofden van zijn figuren zijn buitengewoon levendig en hebben vaak een persoonlijke, zelfs portretachtige kwaliteit. De huid van de figuren is zo geschilderd dat ze een kleiachtige uitstraling krijgt. De expressiviteit wordt nog versterkt door de gerimpelde, gegroefde gelaatstrekken die in sterk clair-obscur zijn gehuld. De figuren in zijn werken tonen een sterke psychologische intensiteit.